# Donas de fuera
Nel folclore storico della Sicilia, Donas de fuera (in spagnolo per "donne dell'altrove", in quel tempo la Sicilia era sotto il dominio spagnolo) erano esseri femminili soprannaturali paragonabili alle fate del folclore britannico. Fra il XVI secolo e metà del XVII le Donas de fuera si trovano anche tra i processi per stregoneria in Sicilia.

## Le fate in Sicilia
Nel folklore storico siciliano, le Donas de fuera sarebbero entrare in contatto con gli esseri umani, per lo più donne, che avrebbero reclutate a Benevento ("il Blockula di Sicilia"). Le fate vennero chiamate Donas de fuera, che era anche il nome dato alle donne che erano ad esse associate. Vennero descritte come bellezze vestite di bianco, rosso o nero; potevano essere maschi o femmine, ed avevano piedi che erano simili a zampe di gatto, cavallo o di una particolare forma "rotonda". Venivano in gruppi di cinque o sette e una fata maschio suonava il liuto o la chitarra mentre ballava. Le fate e gli umani erano divisi in gruppi di diverse categorie (diversi tra nobili e non nobili umani), sotto l'insegna di un alfiere.
Ogni martedì, giovedi e sabato, le fate incontravano nel bosco gli esseri umani appartenenti al loro gruppo. Nel mese di marzo, diverse gruppi si riunivano e il/la loro "principe/principessa" li istruiva ad essere creature benevole. I componenti di una congregazione chiamata Le sette fate potevano trasformare se stessi in gatti e qualcosa chiamato Aydon; gli ayodons erano in grado di uccidere.
Le fate potevano essere facilmente offese dagli esseri umani. In una storia, un uomo che non era associato alle fate e non era in grado di vederle, era oggetto di un doloroso crampo dopo aver colpito una delle fate che ascoltava la sua musica. Un'altra storia coinvolge diverse persone che avevano disturbato le fate mentre di notte viaggiavano di casa in casa, mangiando e bevendo mentre abbracciavano i bambini della città. In quelle occasioni, la persona in questione pagava una delle persone associate alle fate per essere ospitato ad una cena a casa loro, dove incontrava le fate, mentre i padroni di casa dormivano.
Tra il 1579 e il 1651 ci furono un certo numero di processi alle streghe in Sicilia. I processi sommari, trasmessi all'Inquisizione spagnola Suprema di Madrid dal tribunale siciliano, riguardarono un totale di 65 persone, otto delle quali di sesso maschile, molti dei quali ritenuti essere associati alle fate e messi sotto processo per stregoneria. 
L'Inquisizione li denunciò come streghe, ma spesso non prese sul serio questi casi in quanto gli imputati non menzionavano il diavolo nelle loro confessioni. L'Inquisizione occasionalmente associava gli incontri con elfi come eventi simili ad un sabba, ma dato che la popolazione locale in generale aveva una visione positiva dei fenomeni, non diede grande rilevanza alla questione. Gli imputati dicevano che si erano associati alle fate perché avevano il "sangue dolce", e che nella maggior parte dei casi, andavano alle riunioni sotto forma non corporea, lasciando dietro di sé i loro corpi. Questo era simile al concetto di proiezione astrale ed era qualcosa che avevano in comune con i benandanti, un gruppo correlato anch'esso sotto il controllo dell'Inquisizione. Ma anche negli anni 80 del '900 l'antropologo tedesco Thomas Hauschild, eseguendo delle ricerche sul campo nella regione Basilicata del Sud d'Italia ha trovato una simile tradizione di narrazione di esperienze di volo magico che intitolano le guaritrici alla guarigione sciamanica.

## Processi alle streghe in Sicilia
Rispetto ai paesi circostanti, i processi alle streghe in Sicilia erano relativamente miti: nella maggior parte dei casi, gli imputati venivano liberati, condannati all'esilio, o incarcerati, piuttosto che condannati a morte. Anche se l'imputato occasionalmente testimoniava che alcuni nobili avevano preso parte a queste attività, l'accusato era generalmente descritto come povero, e il più delle volte, di sesso femminile.
L'imputato, evidentemente, dava la sua testimonianza all'Inquisizione senza essere torturato. Secondo il folklore le fate erano comuni in questo periodo e, secondo quanto riferito, l'imputato non provava vergogna delle sue azioni, e alcuni ritenevano che le loro credenze non erano contrarie alla chiesa cristiana. Secondo alcuni degli imputati, alle fate non piaceva parlare del Dio cristiano o della Vergine Maria, ma nonostante questo, l'imputato stesso non considerava questa convinzione in contrasto con i valori del cristianesimo. In ultima analisi, l'Inquisizione non mostrò molto interesse per le prove delle fate siciliane, invece tentò di cambiare le accuse verso i sabba delle streghe, coinvolgendo demoni e diavoli piuttosto che le fate. Nel corso dei processi vennero esaminati alcuni casi, ma in generale, rimase, in Sicilia, la convinzione diffusa che le fate erano creature benevole, anche molto tempo dopo l'Inquisizione.
Nel 1630, la donna medico, Vicencia la Rosa, venne condannata all'esilio per aver parlato degli elfi. Dopo la sentenza, la Rosa continuò a raccontare storie sul suo elfo personale di nome Martinillo, che la portò a Benevento, dove fece sesso e imparò la medicina. Venne arrestata di nuovo ed esiliata dalla Sicilia per il resto della sua vita.

## La pescivendola di Palermo
La pescivendola di Palermo fu una donna italiana senza nome che fu messa sotto processo per stregoneria dall'Inquisizione siciliana a Palermo nel 1588. Ella affermava di essere associata alle fate e la sua confessione fu tra le prime a descrivere il contatto tra elfi ed esseri umani in Sicilia. Il suo caso fu tra i primi di molti processi alle streghe in Sicilia, per associazione con gli elfi, e la sua confessione fu tipica di questi casi.
Disse agli inquisitori che quando era una bambina di otto anni aveva volato, con un gruppo di donne, a cavallo di una capra su un vasto territorio del Regno di Napoli chiamato Benevento, dove aveva visto un ragazzo adolescente di colore rosso e una bella donna seduta su un trono. Secondo la sua confessione, erano chiamati il re e la regina. Disse che il capo delle donne che l'aveva portata lì, chiamato araldo, le aveva detto che se si fosse prostrata in ginocchio davanti al re e alla regina degli elfi e avesse promesso loro fedeltà, avrebbe ottenuto ricchezze, bellezza e uomini belli, con i quali avrebbe potuto avere rapporti sessuali, e che non avrebbe dovuto adorare Dio e la santa Vergine. L'araldo aggiunse anche che non avrebbe dovuto parlare di Maria Vergine poiché era considerata maleducazione in presenza degli elfi. La pescivendola accettò di adorare il re come un dio e la regina come una dea e giurò la sua fedeltà su un libro che le era stato mostrato dall'alfiere, e lei promise il suo corpo e l'anima alla coppia divina. Dopo giunsero in un luogo con tavole imbandite e mangiarono, bevvero e fecero sesso. Affermò di aver fatto sesso con più uomini in un breve lasso di tempo, dopo di che riferì che si era svegliata come da un sogno. Sostenne che non era a conoscenza che questo era peccato, prima che il prete le dicesse che queste erano opere di satana. Disse che aveva continuato a farlo, perché ciò l'aveva resa tanto felice. In alcune occasioni, disse, gli elfi l'avevano prelevata prima che andasse a dormire per evitare che il marito e i figli si accorgessero della sparizione. Affermò che lei era sveglia per tutto il tempo, dichiarando inoltre che il re e la regina le avevano dato la medicina per curare i malati, in modo che potesse guadagnare soldi e alleviare la sua povertà.

### Protocollo della dichiarazione
Il protocollo della dichiarazione rilasciata all'Inquisizione afferma come la pescivendola e le altre donne volarono attraverso l'aria su delle capre:
(Verbale della Inquisizione spagnola.)
Dopo questa dichiarazione rilasciata liberamente, l'Inquisizione la interrogò facendole le domande di rito. L'atteggiamento dell'Inquisizione era che non esistevano le fate, ma erano un residuo di superstizione pagana che doveva essere sradicata e non presa sul serio. Pertanto, gli eventi descritti dovevano essere stati un sogno, nel qual caso si poteva accettare la sua storia di fate, o, se erano realmente successi, doveva essere stato il sabba di una strega. Pertanto, le posero le domande per capire se si era trattato di un sogno o di realtà. Nel caso fosse stata la prima ipotesi, sarebbe stata liberata, mentre se si fosse trattato della seconda sarebbe stata ritenuta una strega. La pescivendola, tuttavia, superò l'interrogatorio: i protocolli dicono che, alla fine, si giunse alla conclusione che "tutto questo sembra a lei come successo in un sogno", e che era veramente stato tutto solo un sogno, "per quanto potesse stimare l'accaduto".